# Мальовишка трагедия
Трагичният алпинистки инцидент, известен като Мальовишката трагедия, когато загиват 11 български алпинисти, се случва в планината Рила на 16 декември 1965 година.

## История
Група от 16 алпинисти потегля в 6 часа сутринта от хижа „Мальовица“ към връх Мальовица, откъдето да продължат с траверса по ръба Петлите към връх Орловец и Злия зъб. Водени са от директора на Градската школа по алпинизъм в София Тодор Николов и майстора на спорта Михаил Угляров. В групата има и жена – Мария Тутурилова. Сред алпинистите има ученици на 17 и 18 години (Чавдар Костадинов и Спас Малинов).
Докато се намират в Мальовишкия циркус над Еленино езеро, в 8.10 сутринта от склона на Орлето се свлича малка лавина тип „снежна дъска“, повлича алпинистите, блъска се в срещуположния склон и се обръща; всички алпинисти са затрупани. Според Спас Малинов лавината се свлича за 10 секунди и е 79 метра дълга, 57 метра широка и с общ обем от сняг 1403 куб. метра.
Оцеляват само 5 души. Спас Малинов, затрупан само до кръста и с една свободна ръка, успява да се изрови сам и помага на Георги Стоянов и Емил Станчев, изваждат Георги Топалов и Петър Варненчек. Успяват да изровят и още двама, но те са вече мъртви. Останалите са намерени от пристигнал спасителен екип, затрупани на повече от 5 метра дълбочина.
Грешката, която Спас Малинов, станал известен български алпинист, вижда, е подценяването на снежната ситуация. Наличието на малкото сняг ги заблуждава и не преценяват, че вятърът е навял голямо количество на този склон. Движат се в плътна колона без дистанция, подсичат склона и лавината тръгва заедно с всички тях, като ги затрупа.
Като основна грешка, предизвикала лавината, се определя диагоналното пресичане, което алпинистите правят, за да достигнат превала между върховете Орлето и Мальовица. Те не вървят по зимната маркировка и после директно да се качат към превала между Орлето и Мальовица, а тръгват по диагонал.

## Памет
На склона на Орлето, откъдето се откъсва лавината, е поставена паметна плоча с имената и снимките на загиналите.
Спас Малинов, оцелял в лавината, описва преживяното в книгата си „Лавина от спомени“ (2014).
По Мальовишката трагедия Блага Димитрова изгражда сюжета на сценарий за филм, реализиран по-късно („Лавина“) и романа си „Лавина“, излезли години след събитията. И двете творби не отразяват достоверно трагедията и не претендират за това, а са по-скоро вдъхновени от нея.
Спас Малинов казва: „Този филм е по книгата на Блага Димитрова, която е едно художествено произведение. Само заглавието и на книгата, и на филма има общо с нашата лавина. Всичко останало е художествена измислица. Аз и още други приятели алпинисти бяхме консултанти на филма, но режисьорите не ни слушаха много. Не ми харесват и книгата, и филма, можеше да бъдат по-истински, добри“.

## Жертви
- Александър Ботев
- Костадин Върбенов
- Тончо Деянов
- Христо Йонков
- Вуто Колчев
- Чавдар Костадинов
- Красимир Мартинов
- Тодор Николов
- Мария Тутурилова
- Михаил Угляров
- Иван Цветанов